# Weird Tales
Weird Tales é uma revista pulp norte-americana de horror, do gênero literatura fantástica. Sediada em Chicago por J.C. Henneberger, um ex-jornalista com interesse pelo macabro, a Weird Tales foi publicada pela primeira vez em março de 1923. Edwin Baird foi o primeiro editor da revista, com Farnsworth Wright como assistente.
Baird terminou sendo substituído por Farnsworth Wright após catorze edições. Wright (que sofria de Mal de Parkinson) deu à Weird Tales uma identidade única, publicando histórias e contos de H.P. Lovecraft, bem como as histórias de Seabury Quinn, personagem de grande sucesso criado por Jules de Grandin. Outro contribuidor de grande nome foi Robert E. Howard, cujas histórias de Conan, entre outras, gozavam de imensa popularidade. Durante sua carreira como editor, Wright também abriu as portas para outros artistas como Robert Bloch e Clark Ashton Smith, até sua aposentadoria em março de 1940. Wright morreu pouco depois, em junho do mesmo ano.
A Weird Tales esteve em meio a batalhas financeiras durante toda a vida, e, como a maioria das revistas pulp, incluindo a lendária publicação de romance policial Black Mask, sofria com a competição de revistas em quadrinhos, novelas de rádio e, pouco depois, de livros de bolso. Depois da morte de Lovecraft e da aposentadoria de Wright a Weird Tales tomou um direcionamento diferente, resultando em seu declínio constante, até que finalmente fechou suas portas, em setembro de 1954, com um total de 279 lançamentos. Sob o trabalho editorial de Dorothy McIlwraith, os anos finais da revista distinguiram-se por uma cheia de novos talentos, incluindo figuras de porte como Robert Bloch, Manly Wade Wellman, Fritz Leiber, Henry Kuttner, C. L. Moore, Theodore Sturgeon, Joseph Payne Brennan e Margaret St. Clair, além de trechos ocasionais de Lovecraft, nunca terminados pelo autor mas completados por outros escritores, e pastiches Lovecraftianos escritos por August Derleth, executor literário de Lovecraft, assim apontado pelo próprio autor. Derleth, contudo, apresentava melhor qualidade nos trabalhos de criação própria .
Após diversas ressurgências de vida curta, incluindo quatro publicações no começo de 1970 - editadas por Sam Moskowitz e publicadas por Leo Margulies - Robert Weinberg e Victor Dricks compraram o título após a morte de Marguiles, licenciando uma série de quatro antologias em de bolso cobrindo os anos de 1981 a 1983, editada por Lin Carter. A Weird Tales ainda reviveu sob a licença dos editores George H. Scithers, John Gregory Betancourt e Darrell Schweitzer em 1988, começando pelo número 290. A revista, de vida nova, gozou de razoável sucesso comercial (levando-se em consideração o universo de revistas de fantasia), trazendo à luz os trabalhos de escritores contemporâneos como Tanith Lee, Brian Lumley e Thomas Ligotti. A Weird Tales tornou-se parte da DNA Publications por vários anos, até que em 2005 foi vendida à Wildside Press (propriedade do antigo co-editor John Gregory Betancourt), que transformou a revista numa publicação bimensal (6 revistas por ano). Betancourt, Scithers e Schweitzer continuam até hoje como co-editores.

## Ligações Externas
- Wildside Press - atual editora.
- Site Oficial